# Campionats del Món de judo
Els Campionats del Món de judo són les competicions internacionals de judo més importants del món, juntament amb la competició olímpica de judo. Aquesta competició se celebra anualment (amb l'excepció dels anys en què se celebren els Jocs Olímpics d'Estiu), i l'organitza la Federació Internacional de Judo. Els judokes que hi participen representen el seu respectiu país. Des del 1994 també es realitzen tornejos per equips. La competició masculina va iniciar-se el 1956, tot i que el format ha anat canviant al llarg del temps.

## Categories
Actualment, en el marc dels Campionats del Món es disputen 15 tornejos, amb 7 categories de pes per cada gènere i una prova per equips mixt.
| 1956–1963                              | 1965                                   | 1967–1975                              | 1979–1997                              | 1999–present                           |
| -------------------------------------- | -------------------------------------- | -------------------------------------- | -------------------------------------- | -------------------------------------- |
| Categoria oberta (sense límits de pès) | Categoria oberta (sense límits de pès) | Categoria oberta (sense límits de pès) | Categoria oberta (sense límits de pès) | Categoria oberta (sense límits de pès) |
| Categoria oberta (sense límits de pès) | Pes pesant +80 kg                      | Pes pesant +93 kg                      | Pes pesant +95 kg                      | Pes pesant +100 kg                     |
| Categoria oberta (sense límits de pès) | Pes pesant +80 kg                      | Pes semi-pesant -93 kg                 | Pes semi-pesant -95 kg                 | Pes semi-pesant -100 kg                |
| Categoria oberta (sense límits de pès) | Pès mitjà -80 kg                       | Pes mitjà -80 kg                       | Pes mitjà -86 kg                       | Pes mitjà -90 kg                       |
| Categoria oberta (sense límits de pès) | Pès mitjà -80 kg                       | Pes semi-mitjà -70 kg                  | Pes semi-mitjà -78 kg                  | Pes semi-mitjà -81 kg                  |
| Categoria oberta (sense límits de pès) | Pes lleuger -68 kg                     | Pes lleuger -63 kg                     | Pes lleuger -71 kg                     | Pes lleuger -73 kg                     |
| Categoria oberta (sense límits de pès) | Pes lleuger -68 kg                     | Pes lleuger -63 kg                     | Pes semi-lleuger -65 kg                | Pes semi-lleuger -66 kg                |
| Categoria oberta (sense límits de pès) | Pes lleuger -68 kg                     | Pes lleuger -63 kg                     | Pès extra-lleuger -60 kg               |                                        |

| 1980–1997                              | 1999–present           |
| -------------------------------------- | ---------------------- |
| Categoria oberta (sense límits de pès) |                        |
| Pes pesant +72 kg                      | Pes pesant +78 kg      |
| Pes semi-pesant -72 kg                 | Pes semi-pesant -78 kg |
| Pes mitjà -66 kg                       | Pes mitjà -70 kg       |
| Pes semi-mitjà -61 kg                  | Pes semi-mitjà -63 kg  |
| Pes lleuger -56 kg                     | Pes lleuger -57 kg     |
| Pès semi-lleuger -52 kg                |                        |
| Pès extra-lleuger -48 kg               |                        |

## Competicions
Els Campionats del Món s'han celebrat en tots els continents, amb l'excepció d'Oceania i l'Antàrtida.

### Competicions masculines
| Any  | Dates          | Ciutat                            | Estadi                              | # Països | # Judokes |
| ---- | -------------- | --------------------------------- | ----------------------------------- | -------- | --------- |
| 1956 | 3 maig         | Tòquio (Japó)                     | Kuramae Kokugikan                   | 21       | 31        |
| 1958 | 30 novembre    | Tòquio (Japó)                     | Tokyo Metropolitan Gymnasium        | 18       | 39        |
| 1961 | 2 desembre     | París, França                     | Stade Pierre de Coubertin           | 25       | 57        |
| 1965 | 14–17 octubre  | Rio de Janeiro, Brasil            |                                     | 28       | 150       |
| 1967 | 9–11 agost     | Salt Lake City, Estats Units      | Gymnasium at the University of Utah | 29       | 129       |
| 1969 | 23–25 octubre  | Ciutat de Mèxic, Mèxic            |                                     | 36       | 250       |
| 1971 | 2–4 setembre   | Ludwigshafen, Alemanya Occidental | Friedrich-Ebert-Halle               | 49       |           |
| 1973 | 22–24 juny     | Lausana, Suïssa                   |                                     | 42       |           |
| 1975 | 23–25 octubre  | Viena, Àustria                    |                                     | 42       |           |
| 1977 | Cancel·lat     |                                   |                                     |          |           |
| 1979 | 6–9 desembre   | París, França                     | Stade Pierre de Coubertin           | 60       | about 240 |
| 1981 | 3–6 setembre   | Maastricht, Països Baixos         | Euro Hall                           | 54       | 250       |
| 1983 | 13–16 octubre  | Moscou, Unió Soviètica            | Luzhniki Palace of Sports           | 41       |           |
| 1985 | 26–29 setembre | Seül, Corea del Sud               | Jamsil Arena                        | 37       |           |

### Competicions femenines
| Any  | Dates          | Ciutat                    | Estadi                    | # Països | # Judokes |
| ---- | -------------- | ------------------------- | ------------------------- | -------- | --------- |
| 1980 | 29–30 novembre | Nova York, Estats Units   | Madison Square Garden     | 27       | 135       |
| 1982 | 4–5 desembre   | París, França             | Stade Pierre de Coubertin | 35       | 174       |
| 1984 | 10–11 novembre | Viena, Àustria            |                           | 33       | about 180 |
| 1986 | 24–26 octubre  | Maastricht, Països Baixos | Geusselt Sports Hall      | 35       | 162       |

### Competicions mixtes
| Any  | Dates                   | Ciutat                     | Estadi                             | # Països | # Judokes |
| ---- | ----------------------- | -------------------------- | ---------------------------------- | -------- | --------- |
| 1987 | 19–22 novembre          | Essen, Alemanya Occidental | Grugahalle                         | 65       |           |
| 1989 | 10–15 octubre           | Belgrad, Iugoslàvia        | Pionir Hall                        | 61       |           |
| 1991 | 25–28 juliol            | Barcelona, Catalunya       | Palau Blaugrana                    | 57       | 487       |
| 1993 | 30 setembre – 3 octubre | Hamilton, Canadà           | Copps Coliseum                     | 78       |           |
| 1995 | 28 setembre – 1 octubre | Chiba, Japó                | Makuhari Messe                     | 100      | 625       |
| 1997 | 9–12 octubre            | París, França              | Palais Omnisports de Paris-Bercy   | 92       | 531       |
| 1999 | 7–10 octubre            | Birmingham, Regne Unit     | National Indoor Arena              | 87       | 572       |
| 2001 | 26–29 juliol            | Múnic, Alemanya            | Olympiahalle                       | 88       | 554       |
| 2003 | 11–14 setembre          | Osaka, Japó                | Osaka-jō Hall                      | 97       | 671       |
| 2005 | 8–11 setembre           | El Caire, Egipte           | Cairo Stadium Indoor Halls Complex | 93       | 544       |
| 2007 | 13–16 setembre          | Rio de Janeiro, Brasil     | HSBC Arena                         | 138      | 748       |
| 2009 | 27–30 agost             | Rotterdam, Països Baixos   | Ahoy Rotterdam                     | 100      | 543       |
| 2010 | 9–13 setembre           | Tòquio (Japó)              | Yoyogi National Gymnasium          | 111      | 847       |
| 2011 | 23–28 agost             | París, França              | Palais Omnisports de Paris-Bercy   | 132      | 871       |
| 2013 | 26 agost – 1 setembre   | Rio de Janeiro, Brasil     | Maracanãzinho                      | 123      | 673       |
| 2014 | 25–31 agost             | Txeliàbinsk, Rússia        | Traktor Arena                      | 118      | 712       |
| 2015 | 24–30 agost             | Astanà, Kazakhstan         | Alau Ice Palace                    | 120      | 729       |
| 2017 | 28 d'agost-3 setembre   | Budapest, Hongria          | Budapest Sports Arena              | 126      | 728       |
| 2018 | 20-27 setembre          | Bakú, Azerbaidjan          | National Gymnastics Arena          | 124      | 755       |
| 2019 | 25 agost - 1 setembre   | Tòquio, Japan              | Nippon Budokan                     | 143      | 828       |
| 2021 | 6-13 juny               | Budapest, Hongria          | László Papp Budapest Sports Arena  | 118      | 661       |
| 2022 | 6-13 octubre            | Taixkent, Uzbekistan       | Humo Ice Dome                      | 82       | 571       |
| 2023 | 7-14 maig               | Doha, Qatar                | Ali Bin Hamad al-Attiyah Arena     | 99       | 657       |

### Competicions de pès obert
| Any  | Dates          | Ciutat                   | Estadi                         | # Països | # Atletes |
| ---- | -------------- | ------------------------ | ------------------------------ | -------- | --------- |
| 2008 | 20–21 desembre | Levallois-Perret, França | Marcel Cerdan Palace of Sports | 18       | 51        |
| 2009 | Cancel·lat     |                          |                                |          |           |
| 2011 | 29–30 octubre  | Tiumén, Rússia           | Judo Centre                    | 21       | 40        |

## Medaller
Actualitzat des dels Campionats del Món de judo de 2023.
| Pos.  | País                       | Or  | Plata | Bronze | Total |
| 1     | Japó                       | 176 | 108   | 123    | 407   |
| 2     | França                     | 63  | 44    | 86     | 193   |
| 3     | Corea del Sud              | 29  | 11    | 66     | 106   |
| 4     | Cuba                       | 21  | 25    | 41     | 87    |
| 5     | R.P. de la Xina            | 21  | 14    | 22     | 57    |
| 6     | Països Baixos              | 16  | 22    | 56     | 94    |
| 7     | Regne Unit                 | 16  | 19    | 32     | 67    |
| 8     | Unió Soviètica             | 11  | 13    | 33     | 57    |
| 9     | Geòrgia                    | 11  | 13    | 27     | 51    |
| 10    | Rússia                     | 10  | 22    | 45     | 77    |
| 11    | Brasil                     | 9   | 19    | 38     | 66    |
| 12    | Bèlgica                    | 9   | 17    | 21     | 47    |
| 13    | Alemanya                   | 8   | 15    | 34     | 57    |
| 14    | Polònia                    | 6   | 4     | 25     | 35    |
| 15    | Itàlia                     | 5   | 10    | 23     | 38    |
| 16    | Espanya                    | 5   | 10    | 12     | 27    |
| 17    | Uzbekistan                 | 5   | 6     | 10     | 21    |
| 18    | Mongòlia                   | 5   | 5     | 22     | 32    |
| 19    | Corea del Nord             | 5   | 5     | 8      | 18    |
| 20    | Estats Units               | 4   | 8     | 17     | 29    |
| 21    | Àustria                    | 4   | 2     | 11     | 17    |
| 22    | Ucraïna                    | 3   | 4     | 11     | 18    |
| 23    | Canadà                     | 3   | 4     | 10     | 17    |
| 24    | Israel                     | 3   | 4     | 8      | 15    |
| 25    | RDA                        | 3   | 3     | 14     | 20    |
| 26    | Grècia                     | 3   | 2     | 2      | 7     |
| 27    | Iran                       | 3   | 0     | 5      | 8     |
| 28    | Colòmbia                   | 3   | 0     | 3      | 6     |
| 29    | RFA                        | 2   | 10    | 25     | 37    |
| 30    | Hongria                    | 2   | 7     | 17     | 26    |
| 31    | Kazakhstan                 | 2   | 5     | 7      | 14    |
| 32    | Portugal                   | 2   | 5     | 7      | 14    |
| 33    | Argentina                  | 2   | 2     | 1      | 5     |
| 34    | Txèquia                    | 2   | 1     | 3      | 6     |
| 35    | Croàcia                    | 2   | 1     | 1      | 4     |
| 36    | Azerbaidjan                | 1   | 6     | 17     | 24    |
| 37    | Eslovènia                  | 1   | 6     | 8      | 15    |
| 38    | Suïssa                     | 1   | 2     | 3      | 6     |
| 39    | Sèrbia                     | 1   | 1     | 2      | 4     |
| 40    | Kosovo                     | 1   | 0     | 5      | 6     |
| 41    | Tunísia                    | 1   | 0     | 4      | 5     |
| 42    | Iugoslàvia                 | 1   | 0     | 2      | 3     |
| 43    | Participants Independentsa | 1   | 0     | 0      | 1     |
| 43    | Veneçuela                  | 1   | 0     | 0      | 1     |
| 45    | Romania                    | 0   | 4     | 9      | 13    |
| 46    | Turquia                    | 0   | 3     | 9      | 12    |
| 47    | Austràlia                  | 0   | 3     | 3      | 6     |
| 48    | Estònia                    | 0   | 3     | 1      | 4     |
| 49    | Belarús                    | 0   | 2     | 7      | 9     |
| 50    | Egipte                     | 0   | 2     | 3      | 5     |
| 51    | Txecoslovàquia             | 0   | 2     | 2      | 4     |
| 51    | Suècia                     | 0   | 2     | 2      | 4     |
| 53    | Moldàvia                   | 0   | 1     | 4      | 5     |
| 54    | Bulgària                   | 0   | 1     | 3      | 4     |
| 55    | Algèria                    | 0   | 1     | 1      | 2     |
| 55    | Noruega                    | 0   | 1     | 1      | 2     |
| 55    | Puerto Rico                | 0   | 1     | 1      | 2     |
| 55    | Bòsnia i Hercegovina       | 0   | 1     | 1      | 2     |
| 59    | Montenegro                 | 0   | 1     | 0      | 1     |
| 60    | Emirats Àrabs Units        | 0   | 0     | 2      | 2     |
| 60    | Xina Taipei                | 0   | 0     | 1      | 1     |
| 63    | Armènia                    | 0   | 0     | 1      | 1     |
| 63    | Finlàndia                  | 0   | 0     | 1      | 1     |
| 63    | Letònia                    | 0   | 0     | 1      | 1     |
| 63    | Lituània                   | 0   | 0     | 1      | 1     |
| 63    | Nova Zelanda               | 0   | 0     | 1      | 1     |
| 63    | Sèrbia i Montenegro        | 0   | 0     | 1      | 1     |
| 63    | Corea del SudCorea Unida   | 0   | 0     | 1      | 1     |
| 63    | Tadjikistan                | 0   | 0     | 1      | 1     |
| Total | Total                      | 483 | 483   | 966    | 1932  |

a^ A diferència dels Campionats del Món de judo de 2013, Majlinda Kelmendi no va competir als Campionats de 2014 amb la bandera de Kosovo, sinó que ho feu sota la bandera de la Federació Internacional de Judo. Aquest fet es deu al fet que Rússia no reconeix la independència de Kosovo.

## Rècords
| Categoria           | Homes | Dones |
| ------------------- | --- | --- |
| Més títols mundials | - Teddy Riner: 9 títols (7 a +100 kg, 1 a categoria oberta, 1 amb l'equip masculí) - Masashi Ebinuma: 5 títols (3 a -66 kg, 2 amb l'equip masculí) - Naoya Ogawa: 4 títols (3 a categoria oberta, 1 a +95 kg) - Shozo Fujii: 4 títols (3 a -80 kg, 1 a -78 kg) - Yasuhiro Yamashita: 4 títols (3 a +95 kg, 1 a categoria oberta) - David Douillet: 4 títols (3 a +95 kg, 1 a categoria oberta) | - Ryoko Tamura: 7 títols (tots a -48 kg) - Tong Wen: 7 títols (3 a categoria oberta, 4 a +78 kg) - Ingrid Berghmans: 6 títols (4 a categoria oberta, 2 a +72 kg) - Misato Nakamura: 5 títols (3 a -52 kg, 2 amb l'equip femení) - Kye Sun-Hui: 4 títols (1 a -52 kg, 3 a -57 kg) - Gao Fenglian : 4 títols (3 a +72 kg, 1 a categoria oberta) - Karen Briggs: 4 títols (tots a -48 kg) - Noriko Anno: 4 títols (1 a -72 kg, 3 a +78 kg) |
| Més medalles        | - Teddy Riner: 10 medalles (9 ors, 1 argent) - Naoya Ogawa: 7 medalles (4 ors, 3 bronzes) - Robert van de Walle: 7 medalles (2 argents, 5 bronzes) | - Ingrid Berghmans: 11 medalles (6 ors, 4 argents, 1 bronze) - Ryoko Tamura: 8 medalles (7 ors, 1 bronze) - Tong Wen: 8 medalles (7 ors, 1 bronze) - Driulis González: 7 medalles (3 ors, 1 argent, 3 bronzes) |
| Campions més joves  | - Teddy Riner: 18 anys i 5 mesos (el 2007) | - Ryoko Tamura: 18 anys i 1 mes (el 1993) |